# Nassau-Dietz

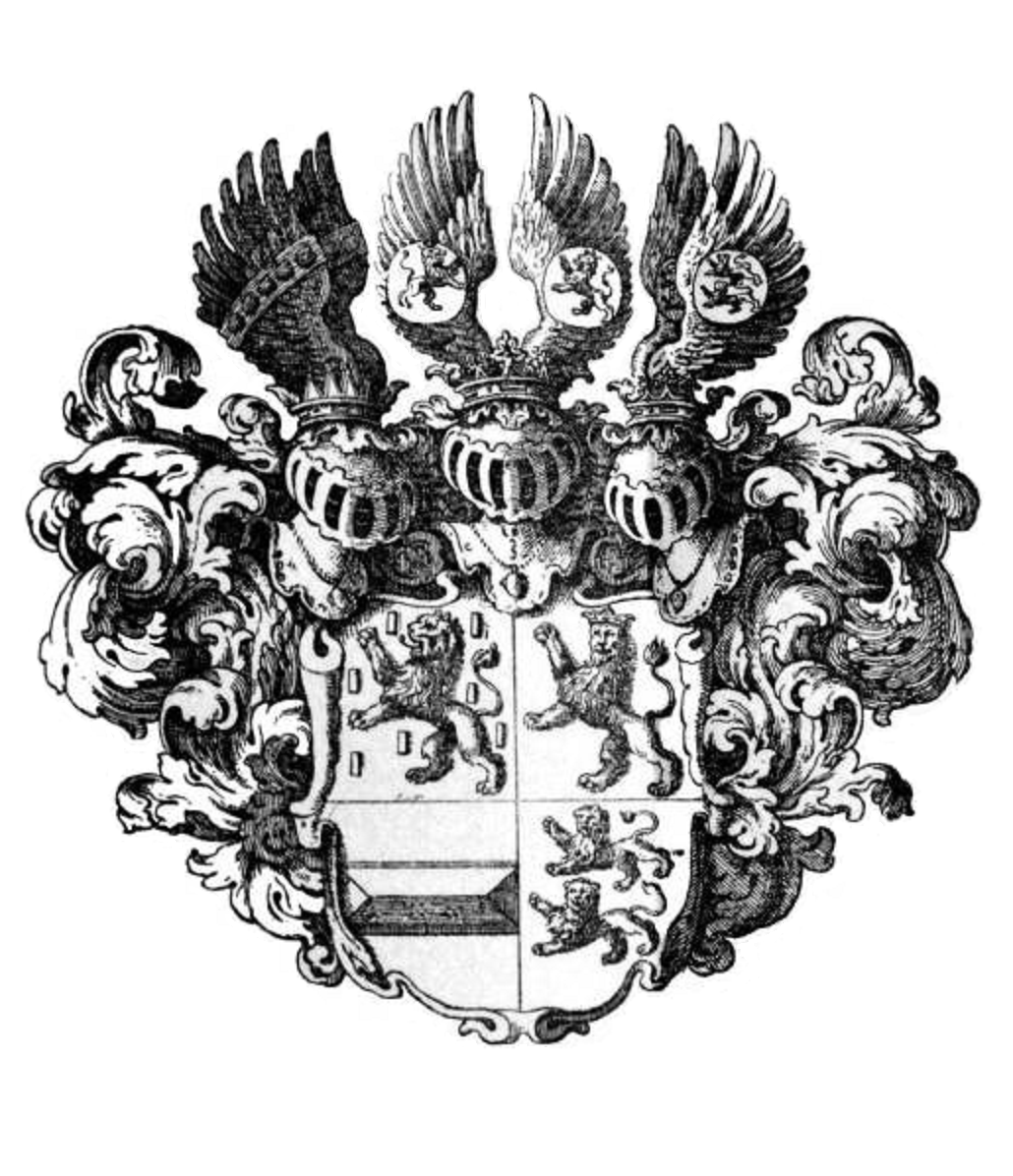
Wappen Nassau-Dietz

Nassau-Dietz war eine Grafschaft, welche diejenigen Teile der früheren Grafschaft Diez umfasste, die 1386 an das Haus Nassau gefallen waren. Sie wurde bis 1606 durch die Grafen von Nassau-Dillenburg regiert. 
Anschließend bildete sich durch Erbteilung eine eigene Linie des Namens Nassau-Dietz. Diese Linie diente dem ebenfalls von Nassau-Dillenburg abstammenden Älteren Haus Nassau-Oranien, das seit 1581 die Erbstatthalter der Niederlande stellte, als Statthalter in Friesland, Groningen und Drenthe. Als die Ältere Oranier-Linie 1702 ausstarb, erbte die Dietzer Linie, zusammen mit dem König von Preußen, deren Ländereien und stellte als Jüngeres Haus Oranien ab 1747 die Erbstatthalter der Niederlande sowie ab 1814/15 die Könige der Niederlande. 
Die Grafschaft wurde 1795 von Frankreich besetzt und kam 1815 an die Linie Nassau-Weilburg, die seit 1806 das Herzogtum Nassau regierte. Mit diesem ging sie 1868 in der preußischen Provinz Hessen-Nassau auf. 

## Geschichte

### Unterherrschaft von Nassau-Dillenburg

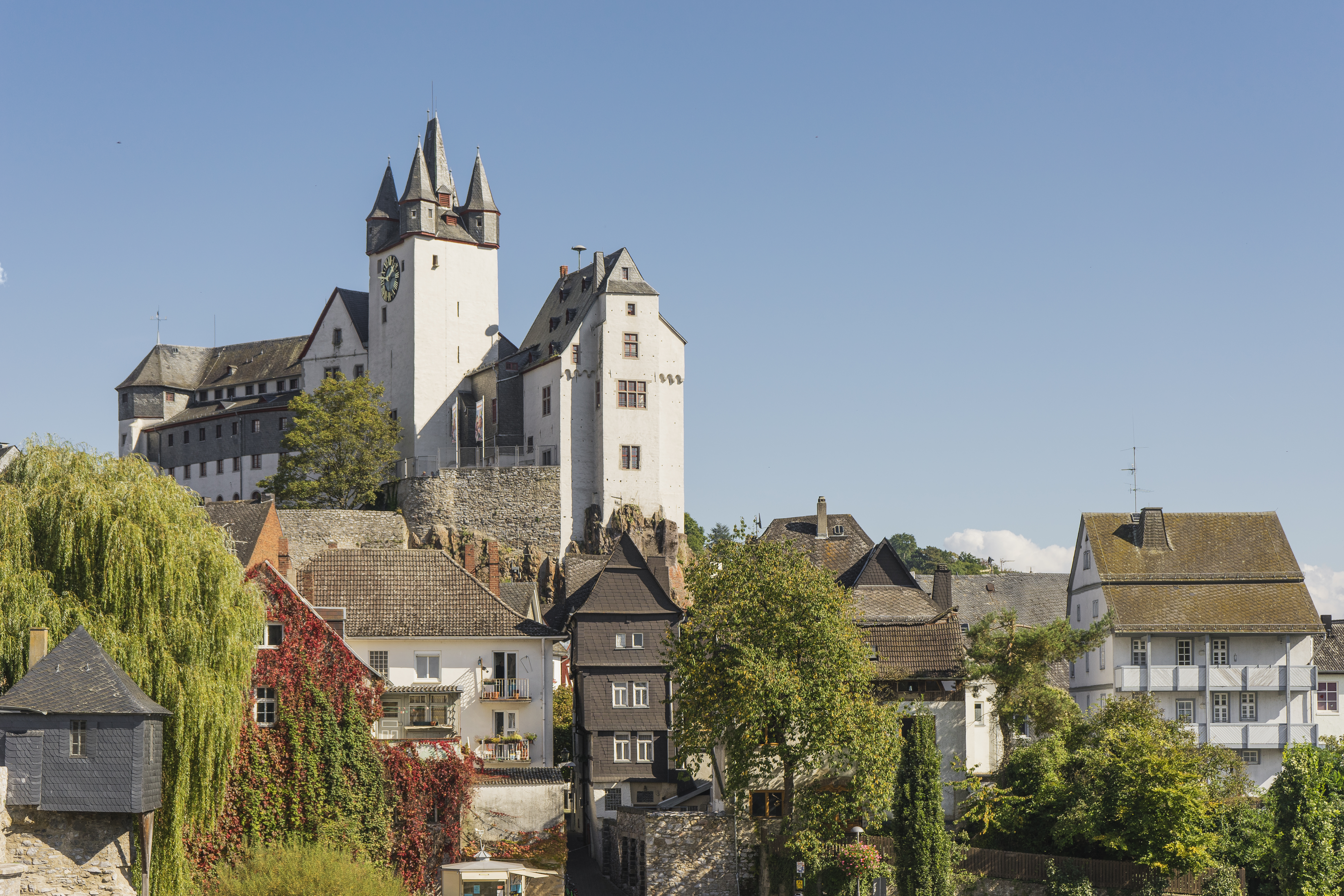
Schloss Diez, seit ca. 1060 Residenz der Grafschaft Diez, später der Grafschaft Nassau-Dietz

1386 starb der letzte Graf von Dietz, Gerhard VII. Die Grafschaft Diez fiel über seine Tochter Jutta an seinen Schwiegersohn, Graf Adolf von Nassau-Dillenburg (Haus Nassau-Dillenburg, Ottonische Linie). Adolf von Nassau-Dillenburg starb ebenfalls ohne männliche Nachkommen. Die Hälfte seines Dietzer Erbes fiel an seinen Bruder Engelbert von Nassau-Dillenburg, die andere Hälfte an das Haus Eppstein. Die Herren von Eppstein verpfändeten die Hälfte ihres Besitzes an die Grafschaft Katzenelnbogen, diese fiel 1479 an die Landgrafschaft Hessen. Von dieser erwarben 1530 die Grafen von Nassau-Dillenburg einen weiteren Anteil und konnten 1564 die Burg Dietz ganz in ihren Besitz bringen. 

### Linie Nassau-Dietz
Wilhelm der Reiche war von 1516 bis 1559 regierender Graf von Nassau-Dillenburg, Siegen, Vianden und Dietz. Er ließ seinen ältesten Sohn Wilhelm „den Schweiger“, der ursprünglich Lutheraner war, ab dessen 11. Lebensjahr römisch-katholisch erziehen, wofür der Habsburger Kaiser Karl V. im Gegenzug zusicherte, dass dieser die großen Besitzungen der Nassau-Dillenburger in den Niederlanden erben durfte (die 1403 Engelbert I. durch Heirat erworben hatte), und dazu das Fürstentum Orange in Südfrankreich, das ein kinderloser Vetter des „Schweigers“, Renatus, 1530 geerbt hatte. Renatus starb 1544, so dass seitdem Wilhelm der Schweiger souveräner Fürst von Oranien wurde und zur weiteren Ausbildung in die Niederlande geschickt wurde. Dort begründete er das Ältere Haus Oranien-Nassau. Er wurde Statthalter der Habsburger, führte ab 1568 die Sezession der Geusen an und wurde 1581 Statthalter der von den Habsburgern abgefallenen nördlichen Republik der Sieben Vereinigten Niederlande.
Nachfolger von Wilhelm dem Reichen als Graf von Nassau-Dillenburg, Siegen, Vianden und Dietz wurde sein zweitältester Sohn, Johann. Als dieser 1606 starb, teilten seine zahlreichen Söhne sich die Grafschaften auf. Die Grafschaft Nassau-Dietz fiel an den fünften Sohn, Ernst Casimir, der auch als Statthalter von Friesland, Groningen und Drenthe amtierte. 1631 erbte er ferner die Grafschaft Spiegelberg an der Weser. 

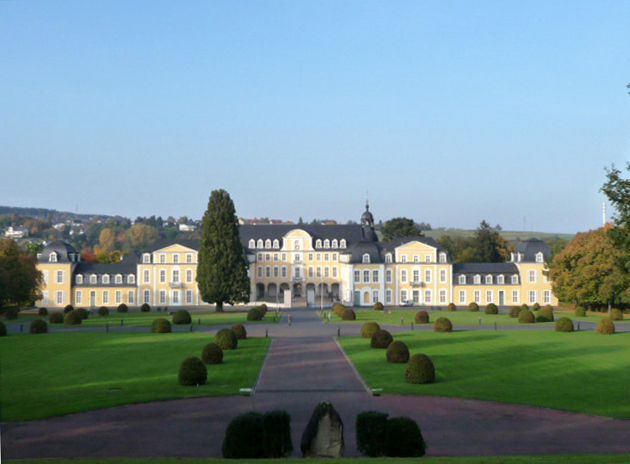
Schloss Oranienstein in Diez

Wappen der Fürsten von Nassau-Dietz

Die Grafschaften Nassau-Dietz und Spiegelberg sowie die friesische Statthalterschaft übernahmen dann nacheinander seine Söhne Heinrich Casimir I. (1612–1640) und Wilhelm Friedrich. Letzterer heiratete 1652 die Prinzessin Albertine Agnes von Oranien-Nassau aus der Linie des „Schweigers“. Sie ließ sich als Witwe 1672 das Schloss Oranienstein bei Diez erbauen und überließ die Diezer Burg den Regierungsbehörden. 
Nach dem Tod des niederländischen Statthalters und englischen Königs Wilhelm III. von Oranien 1702 erlosch die Linie Wilhelms I., des „Schweigers“ und die Statthalterschaft der Niederlande ruhte. Der König hatte seinen Cousin Johann Wilhelm Friso von Nassau-Dietz († 1711) als Alleinerben eingesetzt. Neben der Regentschaft in seinen kleinen Grafschaften Dietz und Spiegelberg amtierte er, wie schon seine Vorfahren, seit 1707 als Generalkapitän von Friesland und ab 1708 als Statthalter von Groningen. Jedoch erhob auch der König von Preußen, Friedrich I., Anspruch auf den Titel Fürst von Oranien sowie auf das Erbe des umfangreichen Grundbesitzes in den Niederlanden, als näherer männlicher Verwandter Wilhelms I. von Oranien, denn sowohl Friedrichs Mutter, Luise Henriette von Oranien, als auch Friedrichs Großmutter väterlicherseits, Elisabeth Charlotte von der Pfalz, waren Enkelinnen Wilhelms I. gewesen und der verstorbene König sein Vetter ersten Grades. Der Friede von Utrecht brachte 1713 den Übergang des Fürstentums Orange an Frankreich und des Oberquartiers des Herzogtums Geldern an Preußen, das Privatvermögen der Oranier fiel zum Großteil an den preußischen König. Friedrich Wilhelm I., der Soldatenkönig, trat 1732 unter anderem die Schlösser Huis ten Bosch und Het Loo an Frisos Sohn Wilhelm IV. von Nassau-Dietz ab, der nominell auch den Titel Fürst von Oranien annahm, obwohl das Fürstentum inzwischen zu Frankreich gehörte. 1711 hatte er aber Nassau-Hadamar geerbt und 1734 das Fürstentum Nassau-Siegen, das er mit seinem „Fürstentum“ (Oranien-)Nassau-Dietz vereinigte, 1739 erbte er dazu noch Nassau-Dillenburg. Von 1747 bis 1751 wurde er dann auch Erbstatthalter der Republik der Sieben Vereinigten Provinzen. Er vereinigte somit nochmals alle reichsdeutschen und niederländischen Besitzungen des Hauses und führte als erster den Titel eines Fürsten von Oranien und Nassau. Die Stammlande verwalteten die Fürsten durch ein deutsches Kabinett. Seit 1742 existierte eine Zentralverwaltung in Dillenburg.
Alle linksrheinischen Besitzungen gingen zwischen 1795 und 1801 an Frankreich verloren. Das Haus erhielt als Entschädigung im Zuge des Reichsdeputationshauptschlusses unter anderem das Hochstift Fulda, Dortmund, Corvey und andere Gebiete als „Fürstentum Oranien“. Im Jahre 1806 gingen durch die Bildung des Rheinbundes auch diese rechtsrheinischen Gebiete verloren. Dabei fiel die Grafschaft Nassau-Dietz an das Herzogtum Nassau und das Großherzogtum Berg. 
Im Zuge der Befreiungskriege erhielt Prinz Wilhelm von Oranien 1813 seine Besitzungen zurück, aber bereits 1815 übertrug er, nunmehr als König der Niederlande, seine deutschen Besitzungen an Preußen und erhielt im Gegenzug das Großherzogtum Luxemburg, das er in Personalunion regierte.
1813 und endgültig im Wiener Kongress 1815 kamen die Fürstentümer der oranischen Linie, Nassau-Dietz, Nassau-Hadamar und Nassau-Dillenburg, an die Linie Nassau-Weilburg, wodurch erstmals seit 1255 alle deutschen nassauischen Länder wieder in einer Hand vereinigt waren, dem nunmehrigen Herzogtum Nassau, mit Ausnahme von Nassau-Siegen, das an Preußen kam. Wilhelm von Oranien wurde nun als Wilhelm I. König des Vereinigten Königreichs der Niederlande und begründete damit das heutige Niederländische Königshaus. Die Nassau-Dietzer Linie in den Niederlanden erlosch aber im Mannesstamm mit König Wilhelm III. im Jahr 1890 und der Thron wurde in weiblicher Linie weitervererbt. Trotz mehrerer weiterer weiblicher Thronfolgen führt das niederländische Königshaus bis heute den Namen Oranien-Nassau. 
Das Großherzogtum Luxemburg aber fiel nach dem Tod Wilhelms III. 1890 an die Weilburger Linie, da ein Hausvertrag für den Fall des Aussterbens des Mannesstammes die Erbfolge der jeweils anderen Linie vorsah. Die Weilburger hatten ihr Herzogtum Nassau aber bereits zuvor an Preußen verloren, als es nach dem Deutschen Krieg im Jahr 1866 annektiert worden war. Auch diese letzte Linie des Hauses Nassau erlosch 1912 mit Wilhelm IV. von Luxemburg, woraufhin auch dort die weibliche Thronfolge eintrat.
Die Archivalien des Hauses Nassau-Dietz stehen heute im Hessischen Hauptstaatsarchiv Wiesbaden für die Nutzung bereit.

### Familienmitglieder
- Isabelle Charlotte von Nassau-Dietz (1692–1757), nassauische Prinzessin